# Maladies endocriniennes
 Mise en garde médicale
Les maladies endocriniennes sont des maladies lié au système endocrinien. La branche de la médecine traitant les troubles endocriniens est appelé l'endocrinologie.

## Types de maladies
Globalement, les maladies endocriniens peuvent être subdivisés en trois groupes :
1. Hypofonctionnement/ hyposécrétion des glandes endocrines (entraînant une carence hormonale )
2. Hyperfonctionnement/hypersécrétion des glandes endocrines (entraînant un excès d'hormones)
3. Tumeurs (bénignes ou malignes) des glandes endocrines

Les troubles endocriniens sont généralement complexes, impliquant un mélange d’hyposécrétion et d’hypersécrétion en raison des mécanismes de rétroaction impliqués dans le système endocrinien. Par exemple, la majorité des formes d’hyperthyroïdie sont associées à un excès d’ hormone thyroïdienne et à un faible taux d’hormones stimulant la thyroïde.

## Liste de maladies

### Troubles liés à l'homéostasie glucidique
- Diabète
  - Diabète de type 1
  - Diabetes de type 1
  - Diabète gestationnel
  - Diabète de type MODY
  - Diabetic myopathy[3],[4]
- Hypoglycemia[réf. nécessaire]
  - Hypoglycémie idiopathique
  - Insulinoma
- Tumeur glucagonome

### Troubles liés à la glande thyroïde
- Goitre
- Hyperthyroïdie
  - Maladie de Graves-Basedow
  - Goitre multinodulaire toxique
  - Thyrotoxic myopathy
- Hypothyroïdie
  - Myopathies de l'hypothyroïdie[5]
    - Syndrome de Kocher-Debre-Semelaigne
    - Syndrome de Hoffmann
    - Syndromes myasthéniques
    - Forme atrophiée
- Thyroïdite
  - Thyroïdite de Hashimoto
- Cancer de la thyroïde
- Résistance aux hormones thyroïdiennes

### Troubles de l'homéostasie du calcium et maladies osseuses métaboliques
- Troubles des glandes parathyroïdes
  - Hyperparathyroïdie
    - Hyperparathyroïdie primaire
    - Hyperparathyroïdie secondaire
    - Hyperparathyroïdie tertiaire
    - Myopathie hyperparathyroïdienne[6]

  - Hypoparathyroïdie
    - Pseudohypoparathyroïdie
    - Myopathie hypoparathyroïdienne[6]
- Ostéoporose
- Ostéite déformante (maladie osseuse de Paget)
- Rachitisme
- Ostéomalacie

### Troubles de l'hypophyse
- Diabète insipide
- Syndrome de sécrétion inappropriée d'hormone antidiurétique (en anglais, SIADH)

- Hypopituitarisme (ou panhypopituitarisme )
- tumeurs hypophysaires
  - adénomes hypophysaires
  - Prolactinome (ou hyperprolactinémie )
  - Acromégalie, gigantisme, nanisme
  - Maladie de Cushing

### Troubles des glandes surrénales
- Maladie d'Addison
- Insuffisance surrénalienne aiguë
- Insuffisance surrénale
- Tumeur surrénale
- Hyperplasie congénitale des surrénales
- Hypercortisolisme (maladie de Cushing)
  - Myopathie stéroïdienne [6]
- Hypoaldostéronisme
- Hyperaldostéronisme

- Troubles du développement sexuel ou troubles intersexuels
  - Hermaphrodisme
  - Dysgénésie gonadique
  - Syndromes d'insensibilité aux androgènes
- Hypogonadisme (déficit en gonadotrophine)
  - Hypogonadisme héréditaire (génétiques et chromosomiques)
    - Syndrome de Kallmann
    - Syndrome de Klinefelter
    - Syndrome de Turner

  - Hypogonadisme acquis
    - Insuffisance ovarienne (également connue sous le nom de ménopause prématurée)
    - Insuffisance testiculaire
      - Myopathie par déficit en testostérone[6]
- Troubles de la puberté
  - Puberté retardée
  - Puberté précoce
- Troubles de la fonction menstruelle ou de la fertilité
  - Aménorrhée
  - Syndrome des ovaires polykystiques (SOPK)

### Autres tumeurs des glandes endocrines

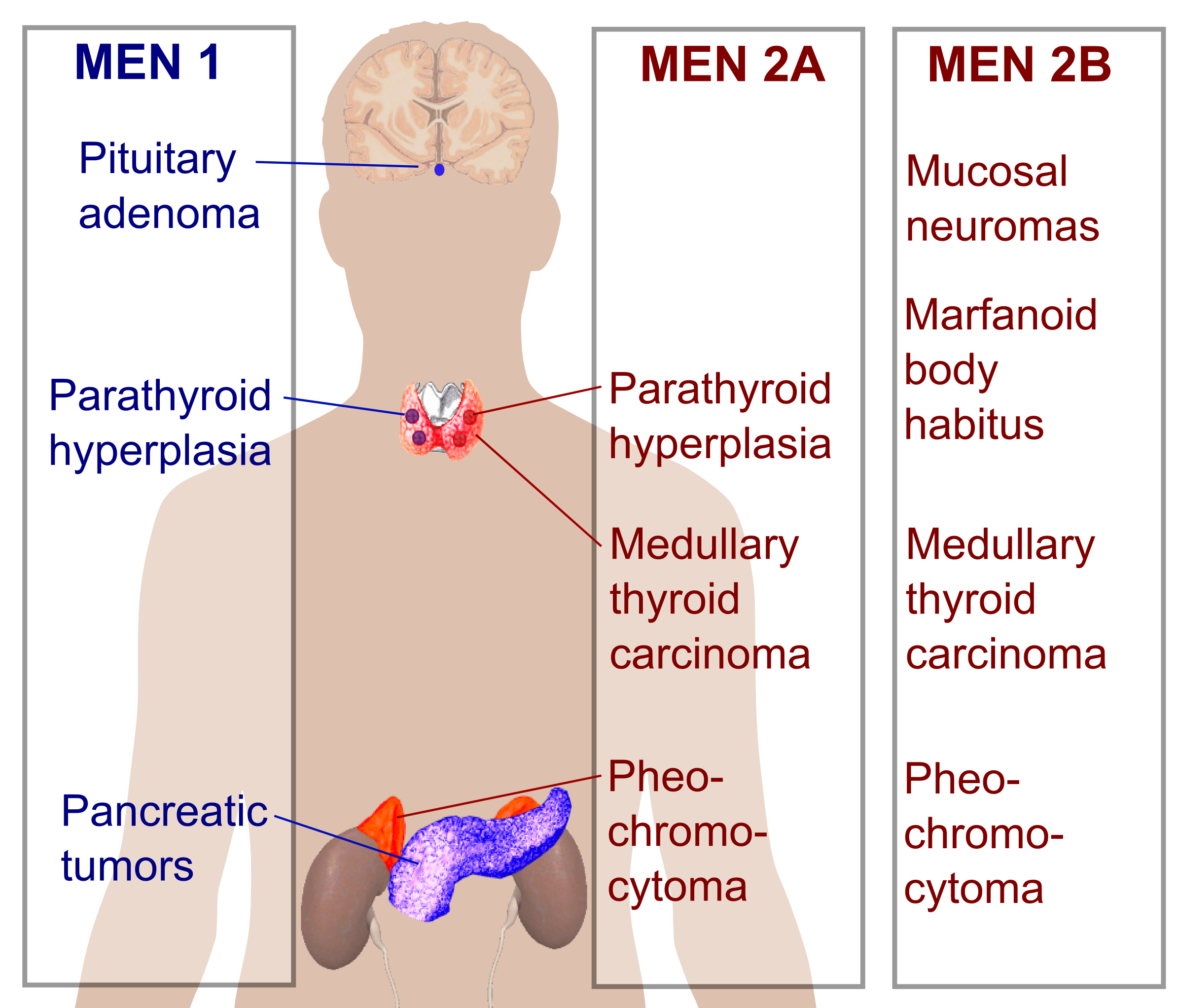
Types de néoplasie endocrinienne multiple.

- Néoplasie endocrinienne multiple
  - NEM de type 1
  - NEM type 2a
  - NEM de type 2b
- Syndrome carcinoïde